# Pieve Ligure
Pieve Ligure is een gemeente in de Italiaanse provincie Genua (regio Ligurië) en telt 2455 inwoners (31-12-2004). De oppervlakte bedraagt 3,4 km², de bevolkingsdichtheid is 818 inwoners per km².

## Demografie
Pieve Ligure telt ongeveer 1075 huishoudens. Het aantal inwoners daalde in de periode 1991-2001 met 6,0% volgens cijfers uit de tienjaarlijkse volkstellingen van ISTAT.
| Jaar | Inwoneraantal |
| ---- | ------------- |
| 1991 | 2615          |
| 2001 | 2459          |

## Geografie
De gemeente ligt op ongeveer 168 m boven zeeniveau.
Pieve Ligure grenst aan de volgende gemeenten: Bogliasco, Sori.

## Galerij

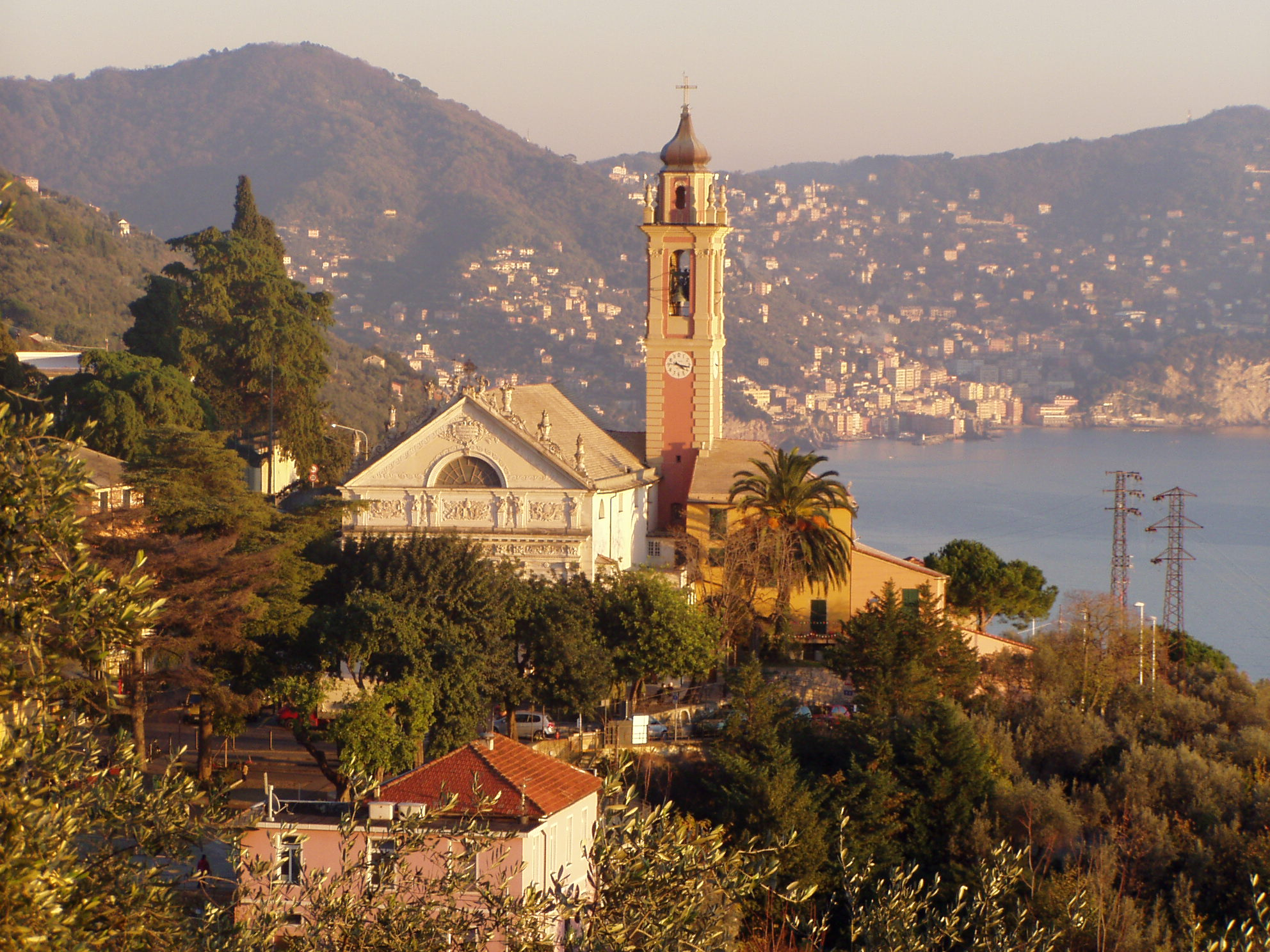
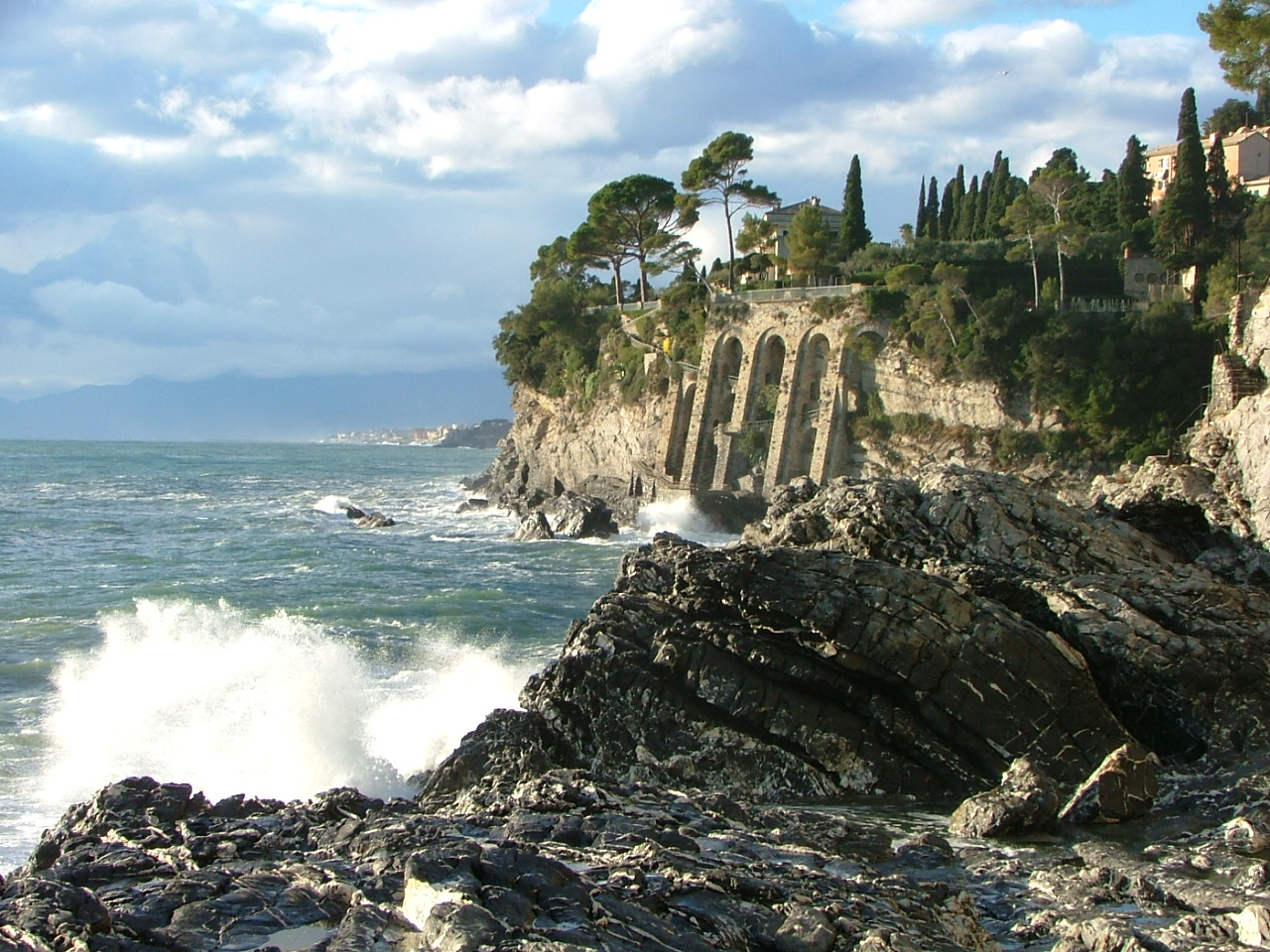
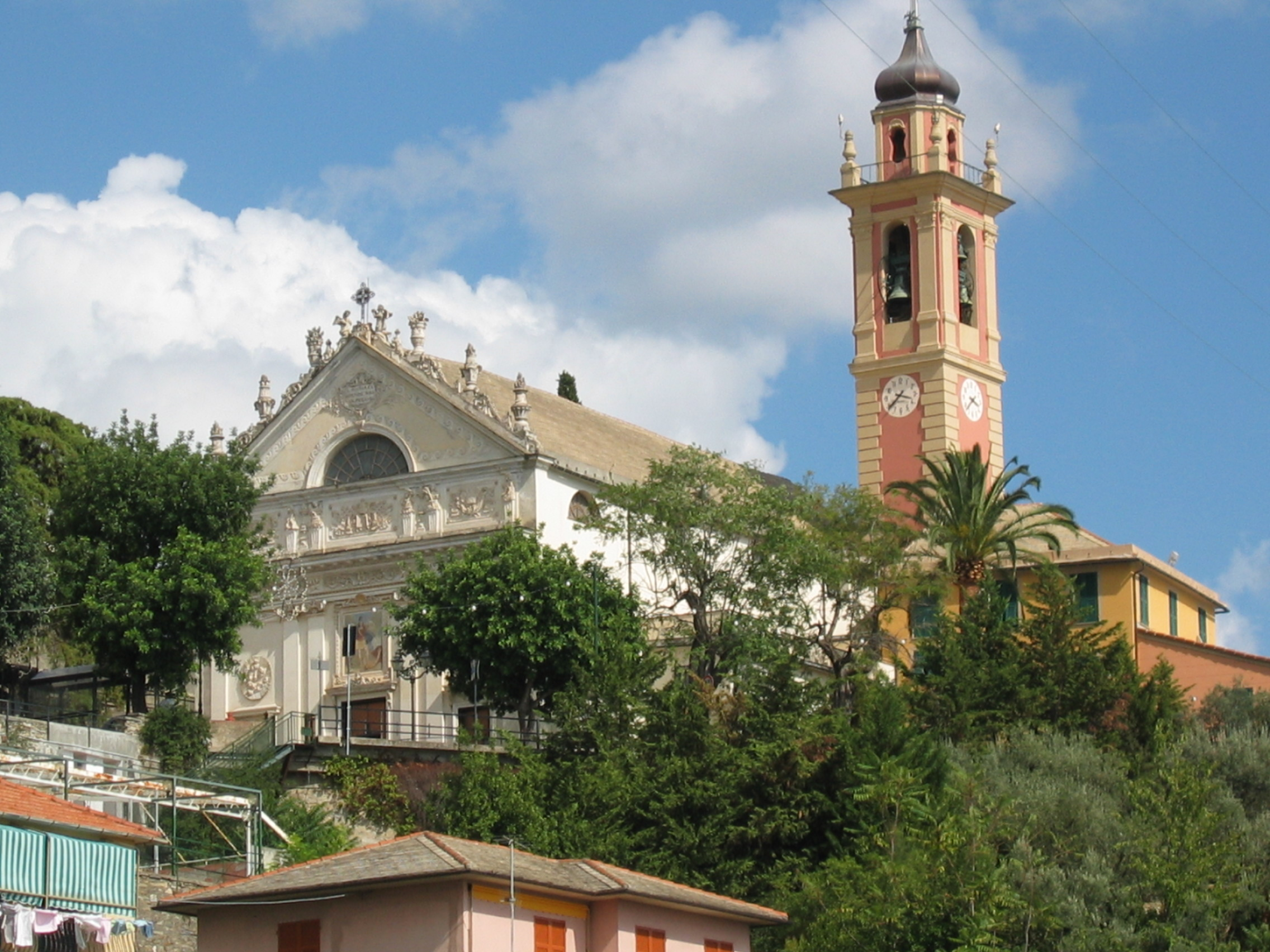
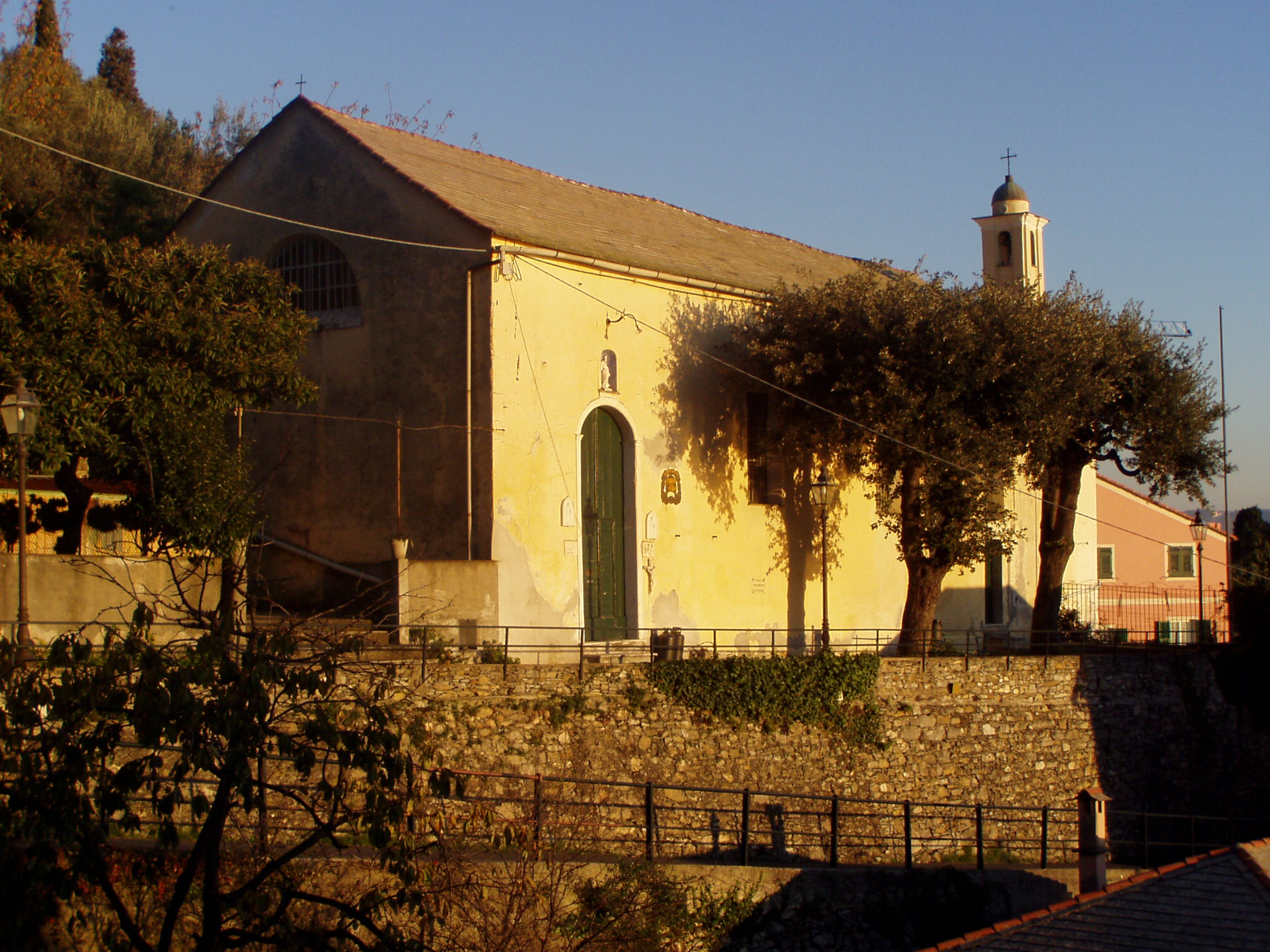
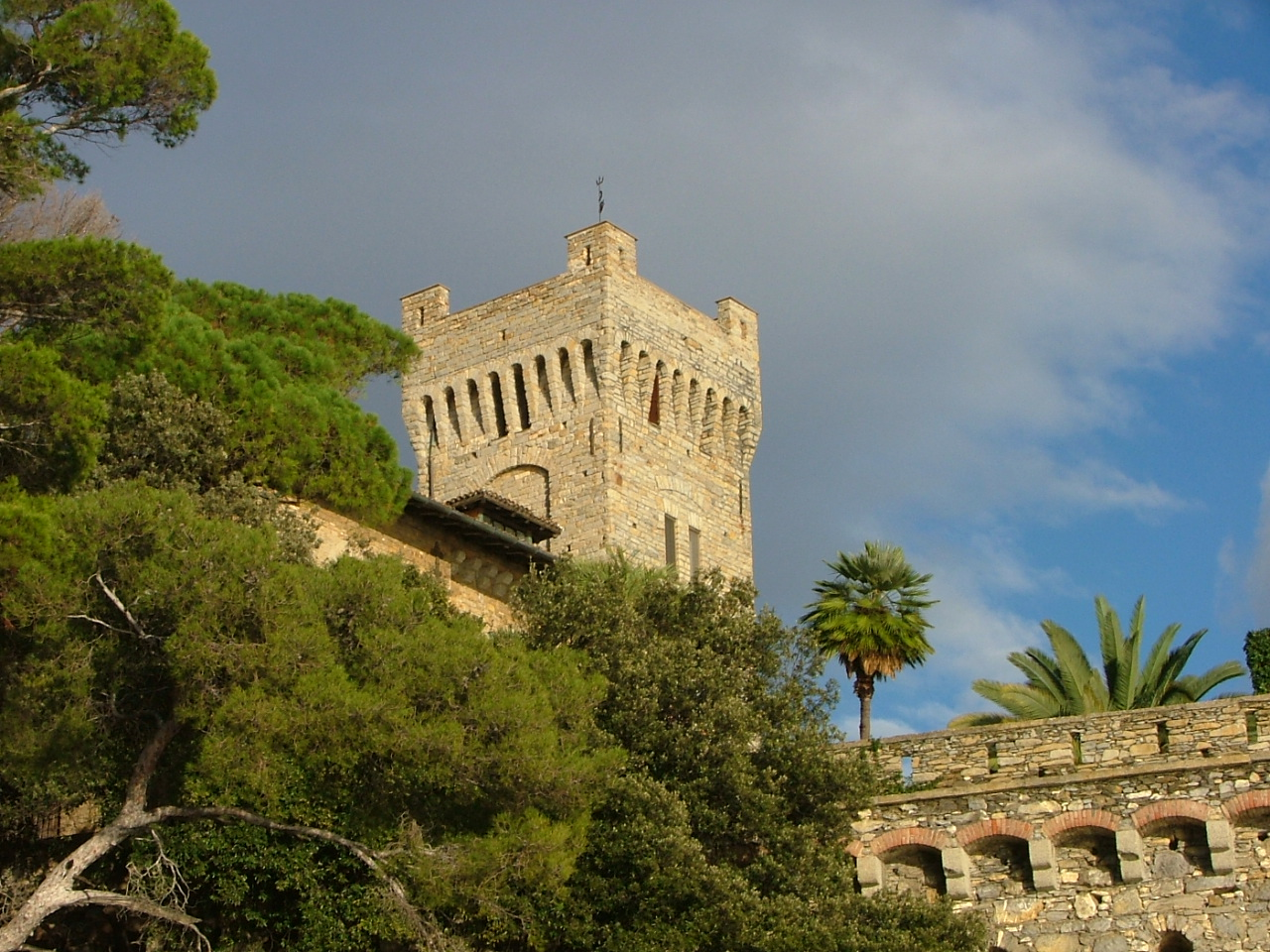
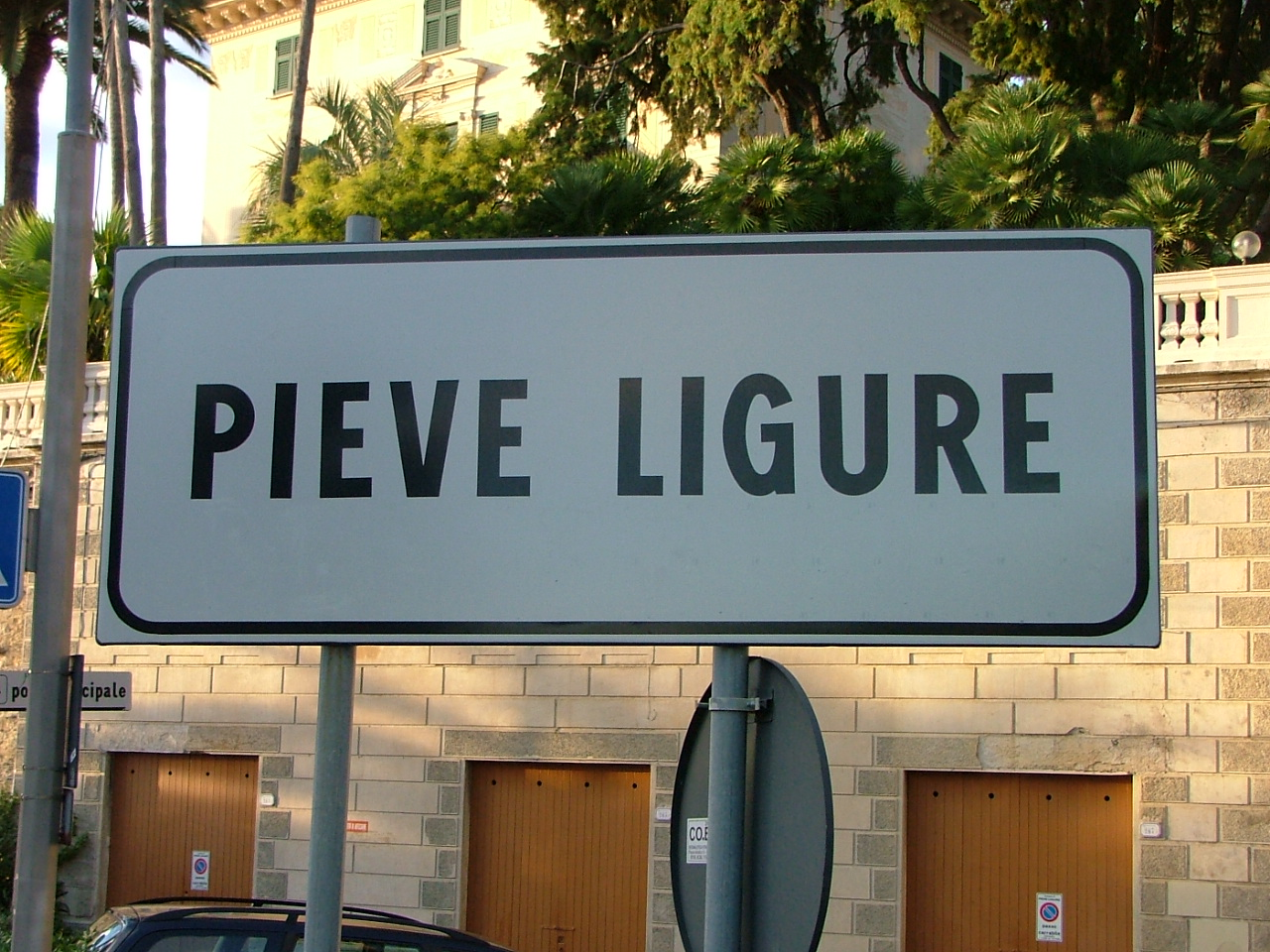
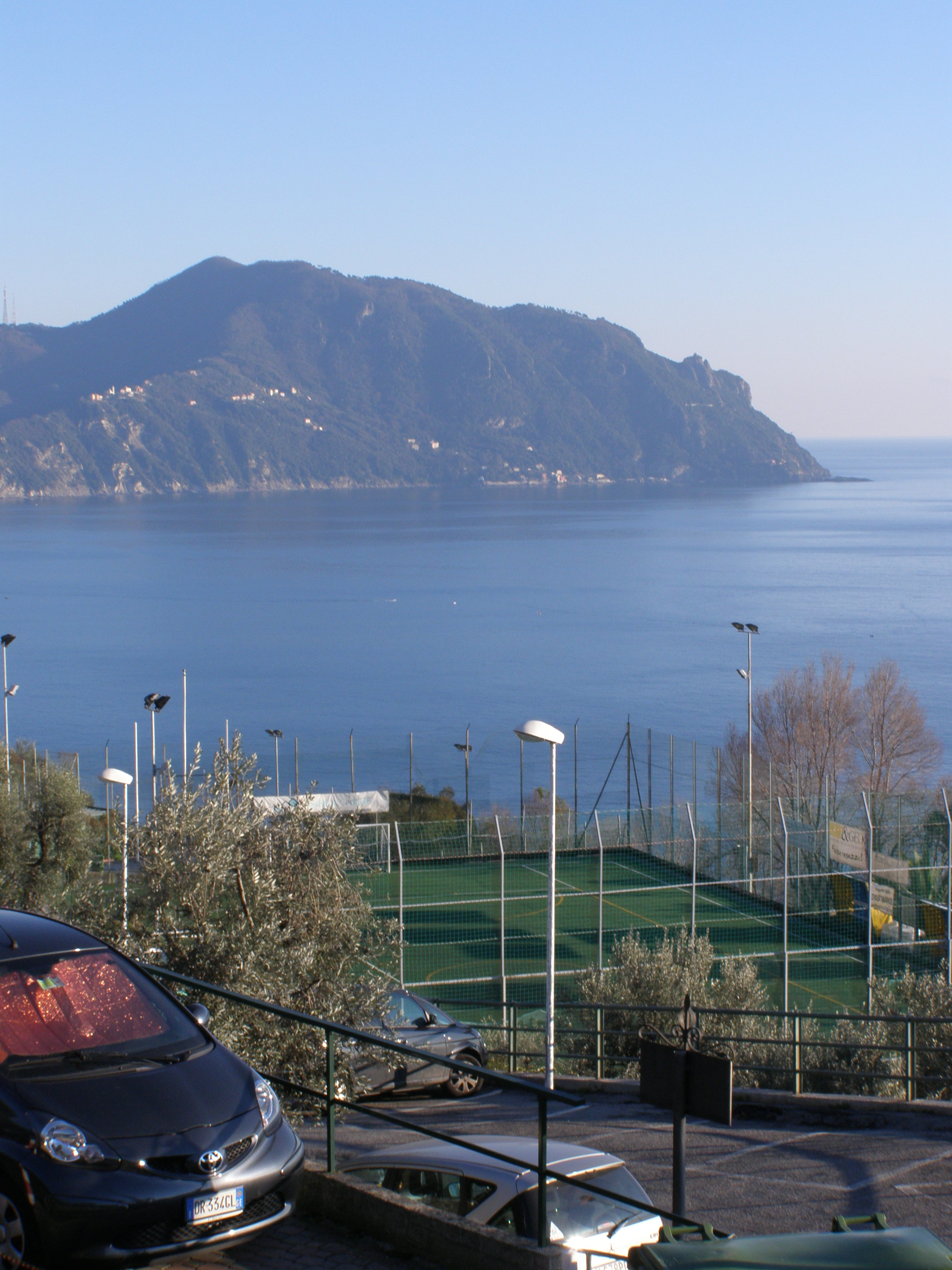